# Schretstaken
Schretstaken là một đô thị thuộc huyện Lauenburg, trong bang Schleswig-Holstein, nước Đức. Đô thị Schretstaken có diện tích 8,47 km², dân số thời điểm 31 tháng 12 năm 2006 là 505 người.